# Provincia de Poopó
Poopó es una provincia de Bolivia, ubicada en el departamento de Oruro. Cuenta con una población de 16.806 habitantes según el censo nacional de 2012. y su capital el municipio del mismo nombre homónimo. 
Está situada en la ribera oriental del lago Poopó y del río Desaguadero.

## Historia
La provincia fue creada en el gobierno de José Manuel Pando, por Ley del 16 de octubre de 1903, al dividirse la antigua Provincia de Paria en las nuevas provincias de Abaroa y Poopó.

## Geografía
Está ubicada geográficamente al este del departamento de Oruro, al oeste de Bolivia. Limita al este con el departamento de Potosí, al norte con las provincias de Dalence y Cercado, al oeste con la provincia de Saucarí, al suroeste con la provincia de Sud Carangas y al sur con la provincia de Abaroa.

## Municipios
La provincia está formada por tres municipios:
- Poopó
- Pazña
- Antequera

## Demografía
De acuerdo con el censo boliviano de 2024, la población de la provincia de Poopó es de 16 986 habitantes.
La población de la provincia ha disminuido ligeramente en las últimas tres décadas:
| Año  | Habitantes | Fuente |
| ---- | ---------- | ------ |
| 1992 | 17 437     | Censo  |
| 2001 | 14 984     | Censo  |
| 2012 | 16 775     | Censo  |
| 2024 | 16 986     | Censo  |

| Gráfica de evolución demográfica de la provincia de Poopó entre 1992 y 2012 |
|                                                                             |
| Fuente: Instituto Nacional de Estadística de Bolivia                        |

## Economía
La actividad económica principal de la provincia es la explotación minera, siendo el zinc, la plata, el estaño y el plomo los recursos mineralógicos más explotados.
En cuanto a su actividad económica secundaria, que es la agrícola, esta provincia se caracteriza por la producción de la alfalfa en mayor cantidad, seguida por la papa, el haba y la quinua, que son comercializados en diversas ferias del departamento y centros de abasto de la ciudad de Oruro, la capital departamental.

### Turismo
La provincia de Poopó cuenta con una variedad de atractivos turísticos, entre los cuales están: las aguas termales de Urmiri, los chullpares precolombinos en Vilaque, las minas e ingenios abandonados, el templo colonial del Señor del Gran Poder "San José de las Bandas", el cerro Pan de Azúcar, el lago Poopó, la etnia Uru Muratos, el cerro Pajchantiri y el río Cabrería. En los primeros días del mes de enero se celebra la fiesta del “Niño Jesús”.